# Gérard de Sélys
Pour les autres membres de la famille, voir Famille de Selys Longchamps.
Gérard de Sélys, né Gérard de Selys Longchamps le 29 mars 1944 à Ixelles (Bruxelles) et mort le 3 janvier 2020 à Jambes (Namur), est un journaliste, militant de gauche et écrivain belge.  
Il commence sa carrière de journaliste et photographe de presse indépendant en Belgique en 1970 et s’intéresse aux questions sociales. Il rejoindra la RTBF en 1973 où il travaillera jusqu’en 2004 comme journaliste, homme de radio et pionnier du web.

## Biographie

### Origines et enfance
Gérard de Sélys est le deuxième des enfants d'une famille de la haute aristocratie belge. À la suite de la séparation de ses parents il passe quelque temps dans une famille d'accueil dont le père est un ancien mineur italien, employé de la famille de Selys Longchamps. À 14 ans il revient chez sa mère qui entre-temps s'est remariée avec Fernand Spaak, le fils de l'ancien Premier ministre socialiste Paul-Henri Spaak. Pendant la grande grève de 1960, il participe à des piquets, au grand dam de sa mère et de son beau-père. À la même époque il découvre les œuvres de Marx et Lénine.

### Études et travail journalistique
À 18 ans Gérard de Sélys quitte sa famille et entame des études de médecine à l'Université libre de Bruxelles. Pour les financer, il fait des petits boulots comme gardien de nuit, bûcheron, chauffeur de poids-lourd. Au bout de trois ans il quitte l'université et part au Cambodge en 1963-1964 comme « officier de médecine » à l'hôpital Preah Ket Maleah de Phnom-Penh comme infirmier et accoucheur. À l'époque l'armée américaine commence à bombarder les positions du vietcong sur le sol cambodgien. Il organise un réseau de secours médical aux civils vietnamiens. Cette expérience le pousse à devenir journaliste. 
En 1964, il prend part à Madagascar à un séminaire Unesco sur l'enseignement programmé dans les pays en voie de développement. De 1965 à 1970, il est directeur d'un centre de distribution de produits surgelés pour la Wallonie, collaborateur des entreprises Jacques SA (matériel de confection industrielle) et Renders (distribution de produits alimentaires), administrateur du mensuel belge d'extrême-gauche Le Point de Jean-Claude Garot. Il écrit un rapport sur « L'enseignement programmé à l'université » (ULB 1968), etc.
De 1973 à 2004 Gérard de Sélys travaille à la RTBF où il est aussi délégué syndical. Il produit un nombre important d'émissions radio, de magazines, reportages et documentaires : près de 1 500 magazines radio spéciaux, 30 000 bulletins d’information radio, 100 présentations de journaux télévisés, 200 documentaires télévisés. De 2000 à 2004, il est responsable de la rubrique « société » du site Internet de la RTBF.
Il collabore également de façon régulière au mensuel Le Monde diplomatique et publie de nombreux ouvrages, notamment sur l'éducation, les relations Nord-Sud et les médias pour les éditions Marabout. Il est l'auteur de plusieurs centaines d'articles consacrés à l'enseignement et aux affaires sociales en Belgique, en France, aux Pays-Bas et en Grande-Bretagne. Il participe au « Groupe Quazar » de réflexion sur la sémiologie du cinéma et la linguistique. 
Parallèlement il crée avec André Versaille et Alain Berenboom la maison d’édition Complexe. 
Il obtient le 1er prix de journalisme de l'association de la presse périodique belge et écrit plusieurs livres. Il collabore aux activités d'Infor Jeunes et à la mise sur pied d'« Infor-drogues » Belgique. Il écrit un rapport sur les jeunes et la drogue pour le Conseil de l'Europe (Strasbourg). 

### Militantisme
Gérard de Sélys participe au GERM (Groupe d'étude pour une réforme de la médecine), à la création de la maison médicale Norman-Bethune (aujourd’hui réseau d’une centaine de maisons médicales pratiquant la médecine au forfait), milite activement à la légalisation de l’interruption volontaire de grossesse en Belgique. Il publie le Petit livre rouge des écoliers d’Étienne Bolo, alors interdit en Belgique (ed. Marabout).
De 1976 à 1980, il anime le Comité d'initiative pour la défense de la paix en Europe (CIDEPE) dans le cadre duquel il organise de nombreuses conférences internationales et publie des livres et brochures.
De 1983 à 1987, il dirige « Presse Production », la première agence de presse télématique européenne, spécialisée dans les affaires économiques, sociales et juridiques européennes, accessible sur les serveurs I.P. Sharp (Canada) et Euris (Europe). Il contribue bénévolement à la création du système d'information télématique (intranet) « Ovide » du Parlement européen et « Rapid » de la Commission européenne.
En 1988-1989 il est président du Conseil d'administration d'Infor-jeunes Bruxelles.
Il est administrateur-fondateur de l'asbl PACT (Promotion des arts et cultures du tiers monde) et de la maison de production de films documentaires Regards croisés asbl.
Il est membre du Conseil d'éthique de l'Apsy-UCL de Bruxelles de 1999 à 2013.
Il participe à plus de 1 500 conférences-débats entre 1990 et 2008 (Belgique, Paris, Bordeaux, Toulouse, Montpellier, Genève, Lausanne, Maastricht, Madrid, Montréal, Bratislava, Helsinki, Stuttgart, etc.)
- à partir de 2004 : animateur d'ateliers d'écriture (entre autres à la Maison du livre de Bruxelles).

- à partir de 2005 : conseiller scientifique et collaborateur de l’université de Liège.

- 2008 : création de la Fondation d’utilité publique « Lire le monde » (promotion de l’accès à la lecture).

Candidatures politiques
Gérard de Sélys, surnommé parfois le « baron rouge » participe à plusieurs scrutins politiques sous l'étiquette du Parti du travail de Belgique, notamment en 2006 (élections communales à Namur), 2007 ou 2019.

## Publications
- coauteur du guide Cyclotourisme en Belgique : 1 000 km de chemins royaux (Fietstoerisme in België) (Éditions Duculot 1987, Roularta 1987, Belgique Loisirs 1990, Casterman 1994, La Renaissance du livre 1997).
- coauteur d'une enquête, publiée par Le Monde Diplomatique sur l'exportation de déchets toxiques vers les pays du Tiers monde.
- conception et lancement de « Jusletter », informations en ligne sur la législation et la jurisprudence européenne,
- corédaction de La Société Générale, 1822-1982 éditions EPO 1989,
- contribution à La Paix des grands, l'Espoir des pauvres (éditions La Découverte-Le Monde 1989),
- direction d'ouvrages collectifs :
  - Médiamensonges, éditions EPO 1990
  - La Guerre du pétrole, EPO 1991.
- Traduction de Idéologie et pouvoir de Noam Chomsky, EPO 1991.
- auteur de Alinéa 3, l'Europe telle qu'elle (Europa zoals het is), EPO 1993
- auteur de Privé de public, à qui profitent les privatisations, EPO 1996, De kraak van de eeuw, EPO 1997, Privar de lo publico, A quien benefician las privatizaciones, Ediciones AbyaYala, Quito-Ecuador 1999.
- co-auteur, avec Nico Hirtt, de Tableau noir, résister à la privatisation de l'enseignement (EPO, mai 1998)
- publication d'une nouvelle de fiction dans Système B (éd. Luce Wilkin), 2003
- publication du roman L'Apoptose aux éditions du Cerisier (Mons), 2009  (ISBN 978-287267127-4)

## Documentaires
- Producteur du documentaire Che au Congo (1997-1998).
- Participation active à la réalisation des documentaires :
  - Quelques choses de notre histoire de Jean Druon (France, 1h30, Culture production, diffusion en salles, hiver 1998 et sur Arte, 1999)
  - Le Cartable de Big Brother de Francis Gillery (France, 52 min, production : Les films à Lou, diffusion sur FR3 le 30 janvier 1998, Arte, BBC, etc.).

## Famille
Gérard de Sélys est père de quatre enfants et grand-père de sept petits-enfants.